# Anton Schindling

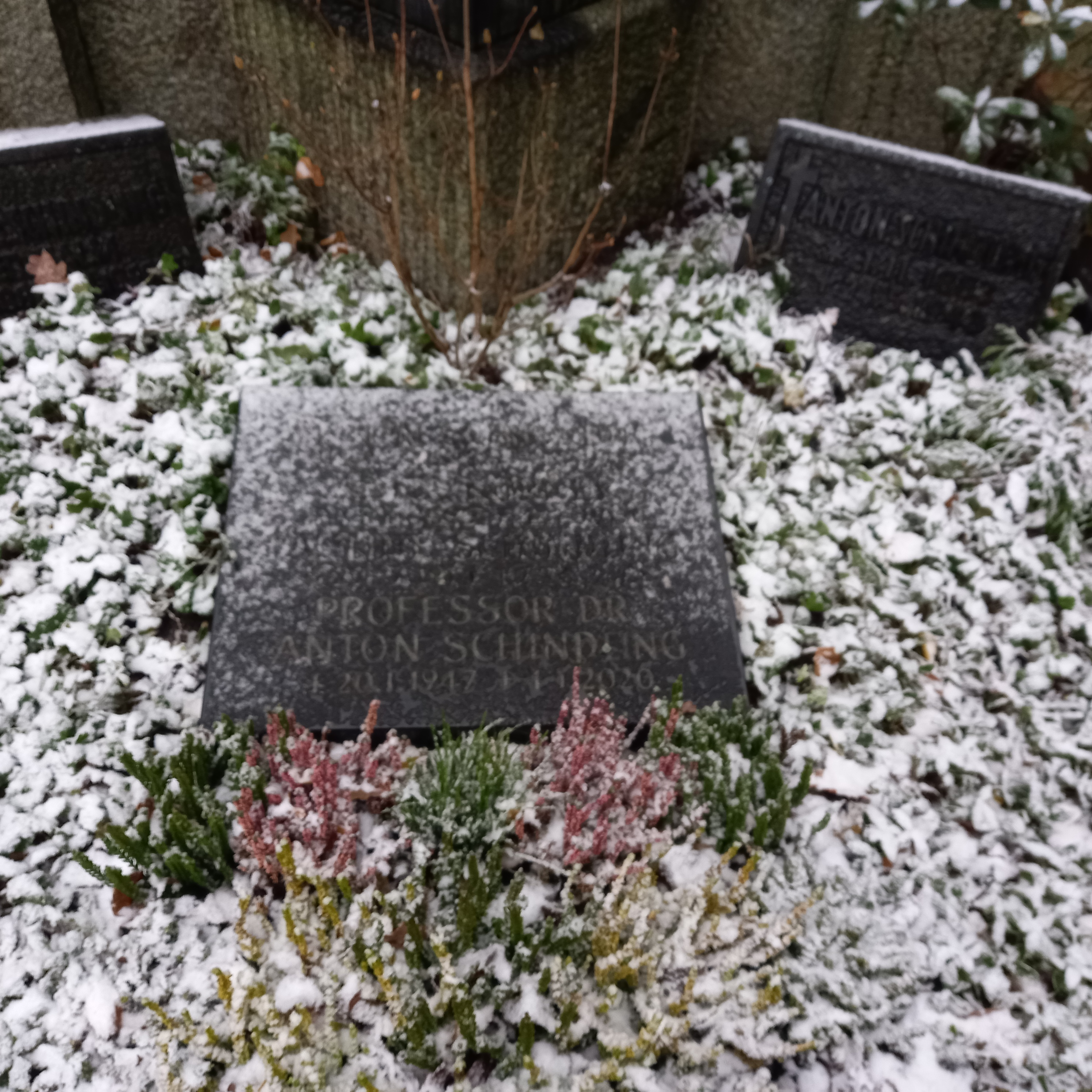
Das Grab von Anton Schindling im Familiengrab auf dem Friedhof Kurmainzer Straße (Alter Friedhof Höchst) in Frankfurt am Main

Anton Schindling (* 20. Januar 1947 in Frankfurt am Main; † 4. Januar 2020 in Tübingen) war ein deutscher Historiker. Er bekleidete Lehrstühle an den Universitäten Eichstätt (1985–1987), Osnabrück (1987–1995) und Tübingen (1995–2015). Thematisch arbeitete er zur Bildungsgeschichte, zum Zeitalter der Konfessionalisierung und zum Alten Reich. Er gehörte zu den führenden Frühneuzeitforschern in Deutschland.

## Leben und Wirken
Anton Schindling ging als Einzelkind aus einer katholischen Handwerkerfamilie hervor. Der Vater war Schreinermeister, die Mutter war als Kindergärtnerin tätig. Er besuchte von 1953 bis 1957 die Volksschule in Frankfurt-Höchst und von 1957 bis 1966 das Neusprachliche Leibniz-Gymnasium in Frankfurt-Höchst. Er legte dort 1966 das Abitur ab. Von 1966 bis 1974 studierte er an der Johann Wolfgang Goethe-Universität Frankfurt am Main Geschichte, Kunstgeschichte, Philosophie und Politikwissenschaft. Im Jahr 1971 legte er das Staatsexamen für das Lehramt an Gymnasien in den Fächern Geschichte und Politikwissenschaft ab.
Von 1968 bis 1974 war Schindling zunächst Wissenschaftliche Hilfskraft und ab 1971 Wissenschaftlicher Mitarbeiter der Historischen Kommission bei der Bayerischen Akademie der Wissenschaften. Er war Mitarbeiter an der Edition der Deutschen Reichstagsakten – Mittlere Reihe (Reichstag 1512) bei Friedrich Hermann Schubert. Von 1969 bis 1974 arbeitete er als Schuberts Doktorand an der Dissertation über Gymnasium und Akademie in Straßburg 1538 bis 1621. Das Thema aus dem Bereich der Bildungsgeschichte wurde von Notker Hammerstein angeregt. Nach Schuberts Tod übernahm Johannes Kunisch die Betreuung der Arbeit. Bei Kunisch wurde er 1974 promoviert. Die Arbeit wurde 1977 in überarbeiteter Form unter dem Titel Humanistische Hochschule und Freie Reichsstadt. Gymnasium und Akademie in Straßburg 1538–1621 veröffentlicht.
Ab August 1974 war er Verwalter einer wissenschaftlichen Assistentenstelle am Institut für Geschichte der Universität Würzburg am Lehrstuhl für Neuere Geschichte bei Peter Baumgart. Ab Januar 1976 war er als wissenschaftlicher Assistent tätig. Seine Habilitation erfolgte 1983 an der Universität Würzburg über die Anfänge des Immerwährenden Reichstags zu Regensburg. Die 1991 veröffentlichte Arbeit wurde zum Standardwerk. Von 1975 bis 1980 widmete er sich regelmäßig der Archivarbeit in Wien im Haus-, Hof- und Staatsarchiv während der vorlesungsfreien Zeit. Im Juli 1983 wurde er zum Akademischen Oberrat auf Zeit ernannt.
Im Wintersemester 1983/84 und Sommersemester 1984 war er als Privatdozent in Würzburg tätig. Vom Wintersemester 1985/86 bis zum Wintersemester 1986/87 lehrte Schindling als Professor an der Universität Eichstätt. Vom Sommersemester 1987 bis zum Sommersemester 1995 lehrte Schindling als Professor für Geschichte der Frühen Neuzeit an der Universität Osnabrück. Zusammen mit dem Germanisten Klaus Garber gründet er 1991 dort das Institut für Kulturgeschichte der Frühen Neuzeit. Einen im März 1990 erfolgten Ruf auf die Professur für Mittelalterliche und Neuere Geschichte als Nachfolger von Konrad Repgen an der Universität Bonn lehnte er ab. Ab Wintersemester 1995/96 lehrte Schindling bis zu seiner Emeritierung im Jahr 2015 in der Nachfolge von Volker Press als Professor für Mittlere und Neuere Geschichte in Tübingen. Eine Berufung an die Universität Würzburg als Nachfolger von Peter Baumgart lehnte er im Januar 2000 ab. Im Wintersemester 2006/07 war er Erasmus-Austauschprofessor an der Jagiellonen-Universität in Krakau. Schindling wurde zum Seniorprofessor an der Universität Tübingen ernannt. 2017 stiftete er seine umfangreiche Privatbibliothek der Ungarischen Akademie der Wissenschaften.
Seine Arbeitsschwerpunkte waren die Geschichte der Frühen Neuzeit, die politische Geschichte und Verfassungsgeschichte des Heiligen Römischen Reichs, vergleichende Stadt- und Landesgeschichte, vergleichende Konfessionsgeschichte sowie Bildungsgeschichte (Schul- und Universitätsgeschichte). In seiner Dissertation behandelte er die Geschichte des Straßburger Gymnasiums bis zu dessen Erhebung zur vollen Universität in der Frühzeit des Dreißigjährigen Krieges. Die Arbeit wurde als ein bedeutender Beitrag zur Bildungsgeschichte gewürdigt und ins Französische übersetzt. Für die Enzyklopädie deutscher Geschichte verfasste er den Band über Bildung und Wissenschaft vom Westfälischen Frieden bis zum Ende des Reichs. Einen Schwerpunkt setzte er in den letzten Jahren auf die Geschichte Ostmitteleuropas. Er intensivierte die Kontakte, die Volker Press am Ende des Kalten Krieges bereits geknüpft hatte.
Für seine Forschungen wurden Schindling zahlreiche wissenschaftliche Ehrungen und Mitgliedschaften zugesprochen. Für seine Dissertation über die Straßburger Hochschule wurde Schindling 1974 der Straßburg-Preis der „Stiftung F.V.S.“ verliehen und 1981 der Schongau-Preis der Académie d’Alsace. 2014 wurde er mit dem Ritterkreuz des Ungarischen Verdienstordens ausgezeichnet. 2016 erhielt er die Goldmedaille der Südböhmischen Universität in Budweis. Ab 1998 war er außerordentliches Mitglied der Kommission für bayerische Landesgeschichte bei der Bayerischen Akademie der Wissenschaften. Er war ab 1983 Mitglied der Gesellschaft für fränkische Geschichte, ab 1985 Mitglied der Frankfurter Historischen Kommission und der Vereinigung für Verfassungsgeschichte sowie ab 1988 Mitglied der Historischen Kommission für Niedersachsen und Bremen. Außerdem war er ab 1996 Mitglied, ab 2002 Vorstandsmitglied und von 2005 bis 2015 Vorsitzender der Kommission für geschichtliche Landeskunde in Baden-Württemberg. Ab 1997 war Schindling Mitherausgeber des Historischen Jahrbuchs.

## Schriften (Auswahl)
Ein Schriftenverzeichnis findet sich auf der Seite der Universität Tübingen [Stand Oktober 2015].
Monographien
- Humanistische Hochschule und freie Reichsstadt. Gymnasium und Akademie in Straßburg 1538–1621 (= Veröffentlichungen des Instituts für Europäische Geschichte Mainz. Band 77). Steiner, Wiesbaden 1977, ISBN 3-515-02151-5 (zugleich: Dissertation Frankfurt am Main 1974).
- Die Anfänge des immerwährenden Reichstags zu Regensburg. Ständevertretung und Staatskunst nach dem Westfälischen Frieden (= Veröffentlichungen des Instituts für Europäische Geschichte, Mainz. Band 143). von Zabern, Mainz 1991, ISBN 3-8053-1253-9 (Zugleich: Würzburg, Universität, Habilitations-Schrift, 1982–1983).
- Bildung und Wissenschaft in der frühen Neuzeit: 1650–1800 (= Enzyklopädie Deutscher Geschichte. Band 30). 2. Auflage. Oldenbourg, München 1999, ISBN 3-486-55036-5.

Herausgeberschaften
- mit Walter Ziegler: Die Kaiser der Neuzeit 1519–1918. Heiliges Römisches Reich, Österreich, Deutschland. Beck, München 1990, ISBN 3-406-34395-3.
- mit Walter Ziegler: Die Territorien des Reichs im Zeitalter der Reformation und Konfessionalisierung. Land und Konfession 1500–1650. Band 1–7. Münster 1990–1997.
- mit Gyula Kurucz, Márta Fata: Peregrinatio Hungarica. Studenten aus Ungarn an deutschen und österreichischen Hochschulen vom 16. bis zum 20. Jahrhundert (= Contubernium. Band 64). Steiner, Stuttgart 2006, ISBN 3-515-08908-X.
- mit Franz Brendle: Religionskriege im Alten Reich und in Alteuropa. Aschendorff, Münster 2006, ISBN 3-402-06363-8.
- mit Matthias Asche, Werner Buchholz: Die baltischen Lande im Zeitalter der Reformation und Konfessionalisierung. Livland, Estland, Ösel, Ingermanland. Kurland und Letgallen. Stadt, Land und Konfession 1500–1721. Teil 1–4, Aschendorff, Münster 2009–2012, ISBN 978-3-402-11087-4.
- mit Sönke Lorenz, Wilfried Setzler: Primus Truber (1508–1586). Der slowenische Reformator und Württemberg (= Veröffentlichungen der Kommission für geschichtliche Landeskunde in Baden-Württemberg. Reihe B: Forschungen. Band 181). Kohlhammer, Stuttgart 2011, ISBN 978-3-17-021273-2.
- mit Márta Fata: Luther und die Evangelisch-Lutherischen in Ungarn und Siebenbürgen. Augsburgisches Bekenntnis, Bildung, Sprache und Nation vom 16. Jahrhundert bis 1918 (= Reformationsgeschichtliche Studien und Texte. Band 167). Aschendorff, Münster 2017, ISBN 978-3-402-11599-2.